# 塞爾馬鎮區 (密歇根州)
塞爾馬鎮區（英語：Selma Township）是位於美國密歇根州韋克斯福德縣的一個行政鎮區。

## 地方資料
塞爾馬鎮區的面積為93.21平方千米，當中陸地面積為88.86平方千米，而水域面積為4.35平方千米。根據2020年美國人口普查的數據，當地共有人口2233人，而人口密度為每平方千米23.96人。